# Joo Da-young
Joo Da-young (Gimcheon, Provincia de Gyeongsang del Norte; 16 de junio de 1995) es una actriz surcoreana.

## Filmografía

### Cine
| Año  | Título                           | Rol              |
| ---- | -------------------------------- | ---------------- |
| 2004 | Taegukgi                         | Young-ja         |
| 2004 | Dead Friend                      | Su-in            |
| 2005 | Aideuri Saneun Seong (animación) | Sam-yi (voz)     |
| 2008 | Crossing                         | Mi-seon          |
| 2009 | Private Eye                      | Ok-yi            |
| 2009 | White Night                      | Lee Ji-ah        |
| 2010 | Bomini (short film)              | Yeon-hee         |
| 2011 | Persimmon                        | Bom-yi           |
| 2013 | Farewell                         | Myung-hee        |
| 2014 | Mentor (short film)              | Jung-in          |
| 2014 | Mourning Grave                   | Seong-hee        |
| 2015 | Hips Don't Lie                   |                  |
| 2016 | Unforgettable                    | Gil-ja           |
| 2016 | Dead Again                       | Hye-in           |
| 2018 | Marital Harmony                  | Princesa Yeo-hee |

### Serie de televisión
| Año  | Título                                 | Rol                                | Red           |
| ---- | -------------------------------------- | ---------------------------------- | ------------- |
| 1999 | TV Novel: Sister's Mirror              |                                    | KBS1          |
| 2001 | TV Novel: Plum Sonata                  |                                    | KBS1          |
| 2003 | Dae Jang Geum                          | Noh Chang-ee                       | MBC           |
| 2003 | Not Divorced                           | Song Min-ji                        | KBS2          |
| 2005 | Rainbow Romance                        | Im Eun-kyung (episodio 3)          | MBC           |
| 2006 | Ballad of Seodong                      | nieta de Maek Do-soo (episodio 55) | SBS           |
| 2008 | King Sejong the Great                  | Princesa Jeongso                   | KBS2          |
| 2010 | The Slave Hunters                      | Eun-sil                            | KBS2          |
| 2010 | The Great Merchant                     | Mak-soon                           | KBS1          |
| 2010 | Face Me and Smile                      | Yoon-seo                           | EBS           |
| 2011 | Real School!                           | Joo Da-young                       | MBC Every 1   |
| 2011 | Twinkle Twinkle                        | Joo Hye-rin                        | MBC           |
| 2011 | High Kick: Revenge of the Short Legged | (episodio 37)                      | MBC           |
| 2012 | Feast of the Gods                      | Ha In-joo                          | MBC           |
| 2012 | Holy Land                              | Jeon Sang-mi                       | Super Action  |
| 2012 | Ugly Cake                              | Kim Ye-bin                         | MBC           |
| 2013 | Childless Comfort                      | madre soltera (episodio 32)        | jTBC          |
| 2014 | Inspiring Generation                   | Gaya Deguchi                       | KBS2          |
| 2014 | Dr. Frost                              | Park Han-sol                       | OCN           |
| 2015 | Masked Prosecutor                      | Yoo Min-hee                        | KBS2          |
| 2015 | Mrs.Cop                                | Jang Eun-yung                      | SBS           |
| 2015 | Sweet Home, Sweet Honey                | Choi Ji-ah                         | KBS1          |
| 2016 | Spark                                  | Won Jae-kyung                      | Naver TV Cast |